# Karel I. Ludvík Falcký
Karel Ludvík Falcký (22. prosince 1617, Heidelberg – 28. srpna 1680, Edingen-Neckarhausen) byl falcký kurfiřt v letech 1648–1680.

## Biografie

### Původ
Narodil se jako druhý syn tzv. „zimního krále“ Fridricha Falckého a jeho manželky, anglické princezny Alžběty Stuartovny. Jeho prarodiči byli z otcovy strany falcký kurfiřt Fridrich IV. Falcký a jeho manželka Luisa Juliana Oranžská, z matčiny pak anglický král Jakub I. Stuart a Anna Dánská.

### Dlouhá cesta k trůnu
Následníkem trůnu se stal v roce 1629, když se utopil jeho starší bratr Jindřich Fridrich. Po smrti svého otce v roce 1632 měl zdědit titul falckého kurfiřta a k němu náležející země. V důsledku otcovy politiky však titul kurfiřta připadl do rukou bavorského vévody, zemi pak obsadila vojska císaře Ferdinanda II. Karel Ludvík spolu s bratry přebýval v Anglii na dvoře svého strýce Karla I. Stuarta. Pokoušel se tam získat podporu pro své plány na navrácení Rýnské Falce, v důsledku vypuknutí občanské války v Anglii však na tento záměr rezignoval a odjel za svou matkou do Haagu. Vrátil se do Anglie v roce 1644 na pozvání Parlamentu a bydlel ve Whitehallu. To bylo považováno za podporu parlamentaristů, tím spíše, že jeho bratři Ruprecht Falcký a Mořic Falcký válčili na straně royalistů. Do Anglie přijel znovu v roce 1648, když v důsledku vestfálského míru získal titul i zemi. Pobýval tam dostatečně dlouho, aby viděl popravu Karla I. Stuarta.

### Vláda
Vrátil se do Rýnské Falce zničené třicetiletou válkou na podzim roku 1649. Za třicet let svého panování však zemi zvelebil. V zahraniční politice se přiklonil na stranu Francie a provdal svou dceru Alžbětu Šarlotu za bratra francouzského krále Ludvíka XIV., orleánského vévodu – Filipa I.

### Manželství a potomci
22. února roku 1650 se v Kasselu oženil s Šarlotou Hesensko-Kasselskou, dcerou hesensko-kasselského lankraběte Viléma V. a jeho manželky Amálie Alžběty z Hanau-Münzenberg. Z manželství vzešly tři děti, nejmladší syn však zemřel jako roční nemluvně.
1. Karel II. Falcký (31. března 1651 – 16. května 1685), falcký kurfiřt, ⚭ 1671 Vilemína Ernestina Dánská (1650–1706)
2. Alžběta Šarlota Falcká (27. května 1652 – 8. prosince 1722) ⚭ 1671 Filip I. Orleánský (21. září 1640 – 9. června 1701), vévoda orleánský
3. Fridrich Falcký (12. května 1653 – 13. května 1653)

Od roku 1653 bylo manželství zcela zjevně v rozpadu. Záhy po smrti nejmladšího syna se Karel Ludvík rozvedl a 6. ledna roku 1658 se v Schwetzingen znovu oženil s Marií Luisou von Degenfeld. Děti z prvního manželství však nezůstaly u matky, ani u otce a vychovávala je v Haagu jejich teta Žofie Hannoverská, nejmladší sestra Karla Ludvíka.
Druhé manželství Karla Ludvíka bylo velmi plodné - narodilo se z něj třináct dětí, jen asi polovina se však dožila dospělosti. Právní platnost rozvodu však byla sporná a manželství s Marií Luisou von Degenfeld považováno za bigamické; v každém případě šlo o morganatické manželství.
1. Karel Ludvík (1658–1688)
2. Karolina(1659–1696)
3. Luisa (1661–1733)
4. Ludvík (*/† 1662)
5. Amálie Alžběta (1663–1709)
6. Jiří Ludvík (1664–1665)
7. Frederika (1665–1674)
8. Frederik Vilém (1666–1667)
9. Karel Eduard (1668–1690)
10. Žofie (*/† 1669)
11. Karel Mořic (1671–1702)
12. Karel (1672–1691)
13. Kazimír Karel (1675–1691)

## Falcké dědictví
Jako děti z nerovnorodého spojení byli tito potomci z druhého manželství Karla Ludvíka Falckého vyloučeni z dědictví. Když syn Karla Ludvíka z prvního manželství, Karel II. Falcký, zemřel v roce 1685 bez potomků, vznesl francouzský král Ludvík XIV. jménem svého bratra, orleánského vévody Filipa I., resp. jeho manželky, Karlovy mladší sestry Alžběty Šarloty nárok na falcké dědictví. S cílem zamezit další francouzské územní expanzi vznikla Augšpurská liga, jež se těmto nárokům postavila; následný konflikt, známý jako devítiletá válka (nebo válka o falcké dědictví) zcela zpustošil do té doby kvetoucí zemi.

## Vývod z předků
|                        |                               |  |                                    |                                |  |  |  |  |  |  |  | Fridrich III. Falcký |
|                        |                               |  |                                    |                                |  |  |  |  |  |  |  |                      |
|                        | Ludvík VI. Falcký             |  |                                    |                                |  |  |  |  |  |  |  |                      |
|                        |                               |  |                                    |                                |  |  |  |  |  |  |  |                      |
|                        |                               |  |                                    | Marie Braniborsko-Kulmbašká    |  |  |  |  |  |  |  |                      |
|                        |                               |  |                                    |                                |  |  |  |  |  |  |  |                      |
|                        | Fridrich IV. Falcký           |  |                                    |                                |  |  |  |  |  |  |  |                      |
|                        |                               |  |                                    |                                |  |  |  |  |  |  |  |                      |
|                        |                               |  |                                    | Filip I. Hesenský              |  |  |  |  |  |  |  |                      |
|                        |                               |  |                                    |                                |  |  |  |  |  |  |  |                      |
|                        | Alžběta Hesenská              |  |                                    |                                |  |  |  |  |  |  |  |                      |
|                        |                               |  |                                    |                                |  |  |  |  |  |  |  |                      |
|                        |                               |  |                                    | Kristýna Saská                 |  |  |  |  |  |  |  |                      |
|                        |                               |  |                                    |                                |  |  |  |  |  |  |  |                      |
|                        | Fridrich Falcký               |  |                                    |                                |  |  |  |  |  |  |  |                      |
|                        |                               |  |                                    |                                |  |  |  |  |  |  |  |                      |
|                        |                               |  |                                    | Vilém I. Nasavsko-Dillenburský |  |  |  |  |  |  |  |                      |
|                        |                               |  |                                    |                                |  |  |  |  |  |  |  |                      |
|                        | Vilém I. Oranžský             |  |                                    |                                |  |  |  |  |  |  |  |                      |
|                        |                               |  |                                    |                                |  |  |  |  |  |  |  |                      |
|                        |                               |  |                                    | Juliana ze Stolbergu           |  |  |  |  |  |  |  |                      |
|                        |                               |  |                                    |                                |  |  |  |  |  |  |  |                      |
|                        | Luisa Juliana Oranžská        |  |                                    |                                |  |  |  |  |  |  |  |                      |
|                        |                               |  |                                    |                                |  |  |  |  |  |  |  |                      |
|                        |                               |  |                                    | Ludvík z Montpensier           |  |  |  |  |  |  |  |                      |
|                        |                               |  |                                    |                                |  |  |  |  |  |  |  |                      |
|                        | Šarlota Bourbonská            |  |                                    |                                |  |  |  |  |  |  |  |                      |
|                        |                               |  |                                    |                                |  |  |  |  |  |  |  |                      |
|                        |                               |  |                                    | Jacqueline de Longwy           |  |  |  |  |  |  |  |                      |
|                        |                               |  |                                    |                                |  |  |  |  |  |  |  |                      |
| Karel I. Ludvík Falcký |                               |  |                                    |                                |  |  |  |  |  |  |  |                      |
|                        |                               |  |                                    |                                |  |  |  |  |  |  |  |                      |
|                        |                               |  | Matyáš Stuart, IV. hrabě z Lennoxu |                                |  |  |  |  |  |  |  |                      |
|                        |                               |  |                                    |                                |  |  |  |  |  |  |  |                      |
|                        | Jindřich Stuart, lord Darnley |  |                                    |                                |  |  |  |  |  |  |  |                      |
|                        |                               |  |                                    |                                |  |  |  |  |  |  |  |                      |
|                        |                               |  |                                    | Markéta Douglasová             |  |  |  |  |  |  |  |                      |
|                        |                               |  |                                    |                                |  |  |  |  |  |  |  |                      |
|                        | Jakub I. Stuart               |  |                                    |                                |  |  |  |  |  |  |  |                      |
|                        |                               |  |                                    |                                |  |  |  |  |  |  |  |                      |
|                        |                               |  |                                    | Jakub V. Skotský               |  |  |  |  |  |  |  |                      |
|                        |                               |  |                                    |                                |  |  |  |  |  |  |  |                      |
|                        | Marie Stuartovna              |  |                                    |                                |  |  |  |  |  |  |  |                      |
|                        |                               |  |                                    |                                |  |  |  |  |  |  |  |                      |
|                        |                               |  |                                    | Marie de Guise                 |  |  |  |  |  |  |  |                      |
|                        |                               |  |                                    |                                |  |  |  |  |  |  |  |                      |
|                        | Alžběta Stuartovna            |  |                                    |                                |  |  |  |  |  |  |  |                      |
|                        |                               |  |                                    |                                |  |  |  |  |  |  |  |                      |
|                        |                               |  |                                    | Kristián III. Dánský           |  |  |  |  |  |  |  |                      |
|                        |                               |  |                                    |                                |  |  |  |  |  |  |  |                      |
|                        | Frederik II. Dánský           |  |                                    |                                |  |  |  |  |  |  |  |                      |
|                        |                               |  |                                    |                                |  |  |  |  |  |  |  |                      |
|                        |                               |  |                                    | Dorotea Sasko-Lauenburská      |  |  |  |  |  |  |  |                      |
|                        |                               |  |                                    |                                |  |  |  |  |  |  |  |                      |
|                        | Anna Dánská                   |  |                                    |                                |  |  |  |  |  |  |  |                      |
|                        |                               |  |                                    |                                |  |  |  |  |  |  |  |                      |
|                        |                               |  |                                    | Oldřich III. Meklenburský      |  |  |  |  |  |  |  |                      |
|                        |                               |  |                                    |                                |  |  |  |  |  |  |  |                      |
|                        | Žofie Meklenburská            |  |                                    |                                |  |  |  |  |  |  |  |                      |
|                        |                               |  |                                    |                                |  |  |  |  |  |  |  |                      |
|                        |                               |  |                                    | Alžběta Dánská                 |  |  |  |  |  |  |  |                      |
|                        |                               |  |                                    |                                |  |  |  |  |  |  |  |                      |